# ساركومة سرطانية
ساركومة سرطانية وتنطق حرفيًا كارسينوساركوما، هي نوعٌ من الأورام السرطانية الذي يتكون من خليط من الكارسينوما (أو سرطان الخلايا الطلائية) والساركوما (أو سرطان الأنسجة الرخوة). اوهو من أنواع الأورام النادرة، ويمكن أن ينشأ من أعضاء متنوعة، مثل الجلد، والغدد اللعابية، والرئتين، والمريء، والبنكرياس، والقولون، والرحم والمبيض.

## المنشئ الخلوي
وقد قُدمت أربع فرضيات رئيسية لتوضيح الأصول الخلوية للسرطان، استنادا إلى حد كبير إلى كيفية تطور المرض  أولا: فرضية الورم المتصادم، التي تقترح اتحاد ورمين مستقلين ينتج عنهما ورم واحد، طبقًا للملاحظة التي تفيد بأن سرطان الجلد والأورام الليفية للخلايا المناعية الموجودة على سطح الجلد تظهر عادة في المرضى الذين يعانون من تلف في الجلد بسبب الشمس. ثانيًا: فرضية التكوين، التي تشير إلى أن الجزء من السرطان المتأصل من النسيج الضام يحدث يمثل تفاعل كاذب مع أورام الخلايا الطلائية. ثالثًا: فرضية المزج، التي تشير إلى أن كلًا من مكونيّ الورم نشئا من خلايا جذعية لها القدرة على التمايز إلى أنواع مختلفة من الأنسجة. ورابعا: فرضية التحول والتباعد، التي تزعم أن المكون الليفي للورم يمثل تحولًا سرطانيًا لمكون الخلايا الطلائية. على الرغم من عدم اليقين حول الآليات التي تولد هذه الأورام، إلا أن الدراسات الحديثة في مجال التصنيفات المناعية، التركيب الخلوي، والجينات ترجح فكرة تطور الورم من أصل واحد. بالإضافة إلى ذلك، قد تم التعرف على طفرات متطابقة في جينات بي53 وKRAS في كل من في كل من مكونيّ هذا النوع من السرطان، وتلك النتائج تشير إلى تغير مبكر في تركيبة الورم مع ضمور أو تحول متأخر للمكون الطلائي إلى مكون ليفي.